# Hana Nosková
Hana Nosková Rýparová ,křtěna Anna, rozená Nosková) (3. února 1896 Dražíč – 20. století?) byla česká malířka první poloviny 20. století.

## Život
Narodila se v rodině láníka v Dražíči Josefa Noska (1863-?) a jeho manželky Marie, rozené Červenkové (1870-?)
Později pracovala jako učitelka v Nuslích, kde se 30. července 1918 provdala za Františka Rýpara. Manželství bylo v roce 1928 rozvedeno.

## Dílo
Vystavovala s Kruhem výtvarných umělkyň, v roce 1936 zaznamenal tisk její samostatnou výstavu v Praze. Soudobá kritika jí přiznávala jistou originalitu a inspiraci Vincentem van Goghem.
Její díla se prozatím nepodařilo dohledat.

### Adresář
- 1937 Adresář výtvarných umělců československých, Syndikát výtvarných umělců československých